# Olympische Winterspiele 1988/Teilnehmer (Tschechoslowakei)
| Gelbes Symbol für Goldmedaillen mit stilisierten Olympischen Ringen | Graues Symbol für Silbermedaillen mit stilisierten Olympischen Ringen | Braundes Symbol für Bronzemedaillen mit stilisierten Olympischen Ringen |
| ------------------------------------------------------------------- | --------------------------------------------------------------------- | ----------------------------------------------------------------------- |
| —                                                                   | 1                                                                     | 2                                                                       |

Die Tschechoslowakei nahm an den Olympischen Winterspielen 1988 im kanadischen Calgary mit einer Delegation von 60 Athleten in neun Disziplinen teil, davon 50 Männer und 10 Frauen. Mit einer Silbermedaille und zwei Bronzemedaillen platzierte sich die Tschechoslowakei auf Rang 15 im Medaillenspiegel.
Fahnenträger bei der Eröffnungsfeier war der Skispringer Jiří Parma.

## Teilnehmer nach Sportarten

### Biathlon
- František Chládek
20 km Einzel: 44. Platz (1:04:01,3 h)
4 × 7,5 km Staffel: 11. Platz (1:30:48,8 h)

- Jiří Holubec
10 km Sprint: 28. Platz (27:29,8 min)
20 km Einzel: 32. Platz (1:02:08,3 h)
4 × 7,5 km Staffel: 11. Platz (1:30:48,8 h)

- Tomáš Kos
10 km Sprint: 24. Platz (27:13,5 min)
20 km Einzel: 22. Platz (1:01:02,7 h)
4 × 7,5 km Staffel: 11. Platz (1:30:48,8 h)

- Jan Matouš
10 km Sprint: 16. Platz (26:33,3 min)
20 km Einzel: 14. Platz (59:35,3 min)
4 × 7,5 km Staffel: 11. Platz (1:30:48,8 h)

- Jaromír Šimůnek
10 km Sprint: 34. Platz (27:38,6 min)

### Eishockey
Männer
| - Dominik Hašek - Jaromir Šindel - Petr Bříza - Antonín Stavjaňa - Jaroslav Benák - Mojmír Božik - Miloslav Hořava - Bedřich Ščerban - Rudolf Suchánek - Eduard Uvíra - Dušan Pašek - Igor Liba | - Vladimír Růžička - Jiří Hrdina - Jiŕí Šejba - Oto Haščák - Petr Vlk - Petr Rosol - Jiŕí Lála - David Volek - Rostislav Vlach - Jiŕí Doležál - Radim Raděvič |

6. Platz

### Eiskunstlauf
Männer
- Petr Barna
13. Platz (27,0)

Frauen
- Iveta Voralová
20. Platz (37,0)

Paare
- Lenka Knapová & René Novotný
Wettkampf nicht beendet

Eistanz
- Viera Řeháková & Ivan Havránek
15. Platz (29,4)

### Eisschnelllauf
Männer
- Jiří Kyncl
1500 m: 34. Platz (1:58,44 min)
5000 m: 25. Platz (6:59,82 min)
10.000 m: 16. Platz (14:27,32 min)

### Nordische Kombination
- Ján Klimko
Einzel (Normalschanze / 15 km): 27. Platz (44:06,3 min)
Mannschaft (Normalschanze / 10 km): 4. Platz (1:23:43,1 h)

- Miroslav Kopal
Einzel (Normalschanze / 15 km): 7. Platz (41:00,0 min)
Mannschaft (Normalschanze / 10 km): 4. Platz (1:23:43,1 h)

- Ladislav Patráš
Einzel (Normalschanze / 15 km): 23. Platz (43:24,9 min)
Mannschaft (Normalschanze / 10 km): 4. Platz (1:23:43,1 h)

- František Repka
Einzel (Normalschanze / 15 km): 30. Platz (44:30,1 min)

### Rennrodeln
Männer
- Luboš Jíra
21. Platz (3:10,857 min)

- Petr Urban
16. Platz (3:08,624 min)

Männer, Doppelsitzer
- Petr Urban & Luboš Jíra
13. Platz (1:33,621 min)

### Ski Alpin
Männer
- Adrián Bíreš
Abfahrt: 33. Platz (2:06,34 min)
Super-G: 23. Platz (1:45,33 min)
Riesenslalom: Rennen nicht beendet
Slalom: 15. Platz (1:45,13 min)
Kombination: 8. Platz (68,50)

- Peter Jurko
Abfahrt: 29. Platz (2:05,32 min)
Super-G: 27. Platz (1:46,03 min)
Riesenslalom: 33. Platz (2:15,50 min)
Slalom: 13. Platz (1:42,21 min)
Kombination: 5. Platz (58,56)

Frauen
- Lucia Medzihradská
Abfahrt: 10. Platz (1:27,28 min)
Riesenslalom: 19. Platz (2:14,43 min)
Slalom: 13. Platz (1:42,18 min)
Kombination: 6. Platz (63,56)

- Ľudmila Milanová
Abfahrt: 24. Platz (1:30,42 min)
Super-G: 29. Platz (1:23,92 min)
Riesenslalom: Rennen nicht beendet
Slalom: Rennen nicht beendet
Kombination: Abfahrtsrennen nicht beendet

- Lenka Kebrlová
Riesenslalom: 23. Platz (2:15,17 min)
Slalom: 12. Platz (1:42,12 min)
Kombination: 5. Platz (60,87)

### Skilanglauf
Männer
- Pavel Benc
15 km klassisch: 41. Platz (46:01,6 min)
50 km Freistil: 27. Platz (2:12:08,4 h)
4 × 10 km Staffel: Bronze  (1:45:22,7 h)

- Václav Korunka
15 km klassisch: 28. Platz (44:47,6 min)
4 × 10 km Staffel: Bronze  (1:45:22,7 h)

- Martin Petrásek
15 km klassisch: 43. Platz (46:07,8 min)
30 km klassisch: 32. Platz (1:31:56,1 h)

- Ladislav Švanda
15 km klassisch: 19. Platz (43:40,9 min)
30 km klassisch: 17. Platz (1:28:55,1 h)
50 km Freistil: 15. Platz (2:09:08,1 h)
4 × 10 km Staffel: Bronze  (1:45:22,7 h)

- Petr Lisičan
30 km klassisch: 29. Platz (1:31:23,1 h)
50 km Freistil: 23. Platz (2:11:44,4 h)

- Radim Nyč
30 km klassisch: 25. Platz (1:30:34,4 h)
50 km Freistil: 20. Platz (2:10:46,3 h)
4 × 10 km Staffel: Bronze  (1:45:22,7 h)

Frauen
- Ľubomíra Balážová
5 km klassisch: 30. Platz (16:30,9 min)
10 km klassisch: 27. Platz (32:30,3 min)
20 km Freistil: 33. Platz (1:02:25,0 h)
4 × 5 km Staffel: 7. Platz (1:03:37,1 h)

- Alžbeta Havrančíková
5 km klassisch: 29. Platz (16:28,3 min)
10 km klassisch: 31. Platz (32:59,1 min)
20 km Freistil: 13. Platz (58:51,4 min)
4 × 5 km Staffel: 7. Platz (1:03:37,1 h)

- Viera Klimková
5 km klassisch: 22. Platz (16:14,1 min)
10 km klassisch: 35. Platz (33:23,0 min)
20 km Freistil: 17. Platz (59:22,5 min)
4 × 5 km Staffel: 7. Platz (1:03:37,1 h)

- Ivana Rádlová
5 km klassisch: 38. Platz (16:43,6 min)
20 km Freistil: 34. Platz (1:02:25,4 h)
4 × 5 km Staffel: 7. Platz (1:03:37,1 h)

### Skispringen
- Ladislav Dluhoš
Normalschanze: 14. Platz (191,0)
Großschanze: 14. Platz (189,5)
Mannschaft: 4. Platz (586,8)

- Jiří Malec
Normalschanze: Bronze  (211,8)
Großschanze: 24. Platz (181,2)
Mannschaft: 4. Platz (586,8)

- Jiří Parma
Normalschanze: 5. Platz (203,8)
Großschanze: 29. Platz (175,3)
Mannschaft: 4. Platz (586,8)

- Pavel Ploc
Normalschanze: Silber  (212,1)
Großschanze: 5. Platz (204,1)
Mannschaft: 4. Platz (586,8)